# 大運中倉
39°54′16″N 116°39′39″E / 39.904367°N 116.66082°E

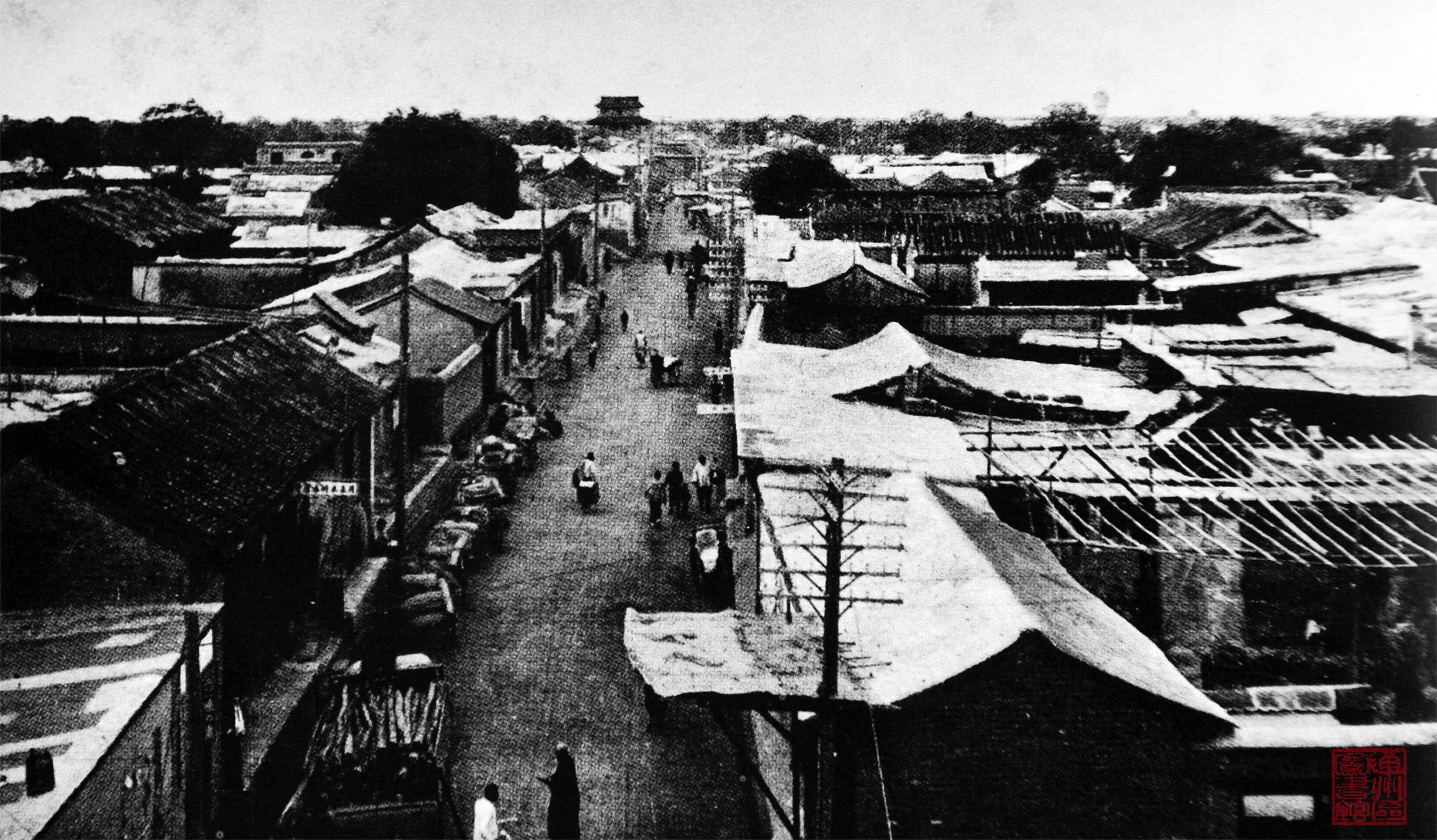
1936年冬季雪后通州南大街的照片，左側围墙是中倉的倉墻。

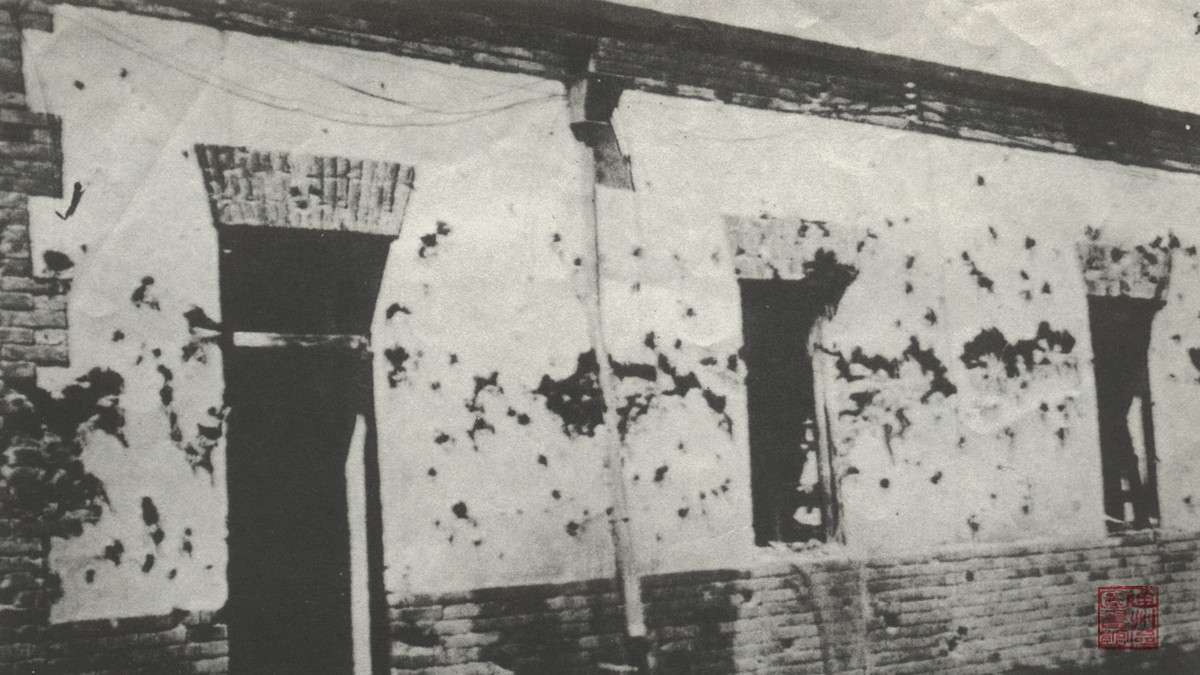
1937年7月28日，通州起義在中倉倉墻遺址留下的彈痕。

大運中倉是永樂間設在通州舊城的一座糧倉。遗址西起新建街，东至南大街及周仓庵胡同，北起西大街，南至悟仙观胡同，周长412丈4尺（合12372米），占地面积12万平方米。中倉在东、南、北三个方向设门，南门为收纳运河上转运的漕粮，东门收纳陆路运送的粮食，北门是支放漕粮的通道。明杨宏著《漕運通志》記載，中倉有糧倉一百三十座，計六百九十七間，南北東三門，每門軍官一人，辦事官一人，軍十人。中仓供应守卫北京与长城部队的粮食。
1900年8月9日凌晨，八国联军中的日军到达了通州南门。凌晨3点20分，日军工兵第三中队使用黄色火药二十千克将紧闭的古城门炸倒，开始抢劫通州城中财物。日军占领了中倉和西倉，抢走了全部仓粮，抢走了藏在仓场衙门地下室的185万两白银，烧毁仓场衙门、通粮厅、大运西仓等漕运官署和设施。日军抢完后，俄军8时才到达通州，继续抢夺日军没抢完的价值较低的财务。通州城中死者六成，逃者三成，只剩一成老弱病残。
1935年12月，日本军的特务机关驻此地。
新中国成立后，曾由军队使用。
中仓仓墙目前还剩150米，仓场遗址内现存一些建筑构件，北墙外存一株古槐、一块仓神庙碑身。